# فینال جام اتحادیه فوتبال انگلستان ۱۹۷۵
فینال جام اتحادیه فوتبال انگلستان ۱۹۷۵، رقابت پایانی جام اتحادیه فوتبال انگلستان در سال ۱۹۷۵ میلادی است که مابین دو تیم باشگاه فوتبال استون ویلا و باشگاه فوتبال نورویچ سیتی در ورزشگاه ومبلی لندن برگزار شده‌است.
این مسابقه که در تاریخ ۱ مارس ۱۹۷۵ انجام شده‌است با نتیجه ۱ بر ۰ به سود تیم باشگاه فوتبال استون ویلا به پایان رسید.